# Katastrofa górnicza w Pingdingshan
Katastrofa górnicza w Pingdingshan – katastrofa górnicza, która miała miejsce 8 września 2009 w Pingdingshan, w prowincji Henan, w Chinach. W jej wyniku zginęły 54 osoby, a 25 zostało uznanych za zaginione. 
Wybuch gazu w kopalni Xinhua No.4 miał miejsce około godziny 1:00 w nocy czasu lokalnego. Akcja ratownicza miała miejsce zaraz po wybuchu i była prowadzona przez kilka dni. Władze określiły szanse na przeżycie 25 zaginionych osób jako znikome.